# Castillon-du-Gard
Castillon-du-Gard ist eine französische Gemeinde mit 1681 Einwohnern (Stand: 1. Januar 2022) im Département Gard in der Region Okzitanien. Sie gehört zum Arrondissement Nîmes und ist Mitglied im Gemeindeverband Communauté de communes Pays d’Uzès. Die Bewohner werden Castillonais und Castillonaises genannt.

## Geografie

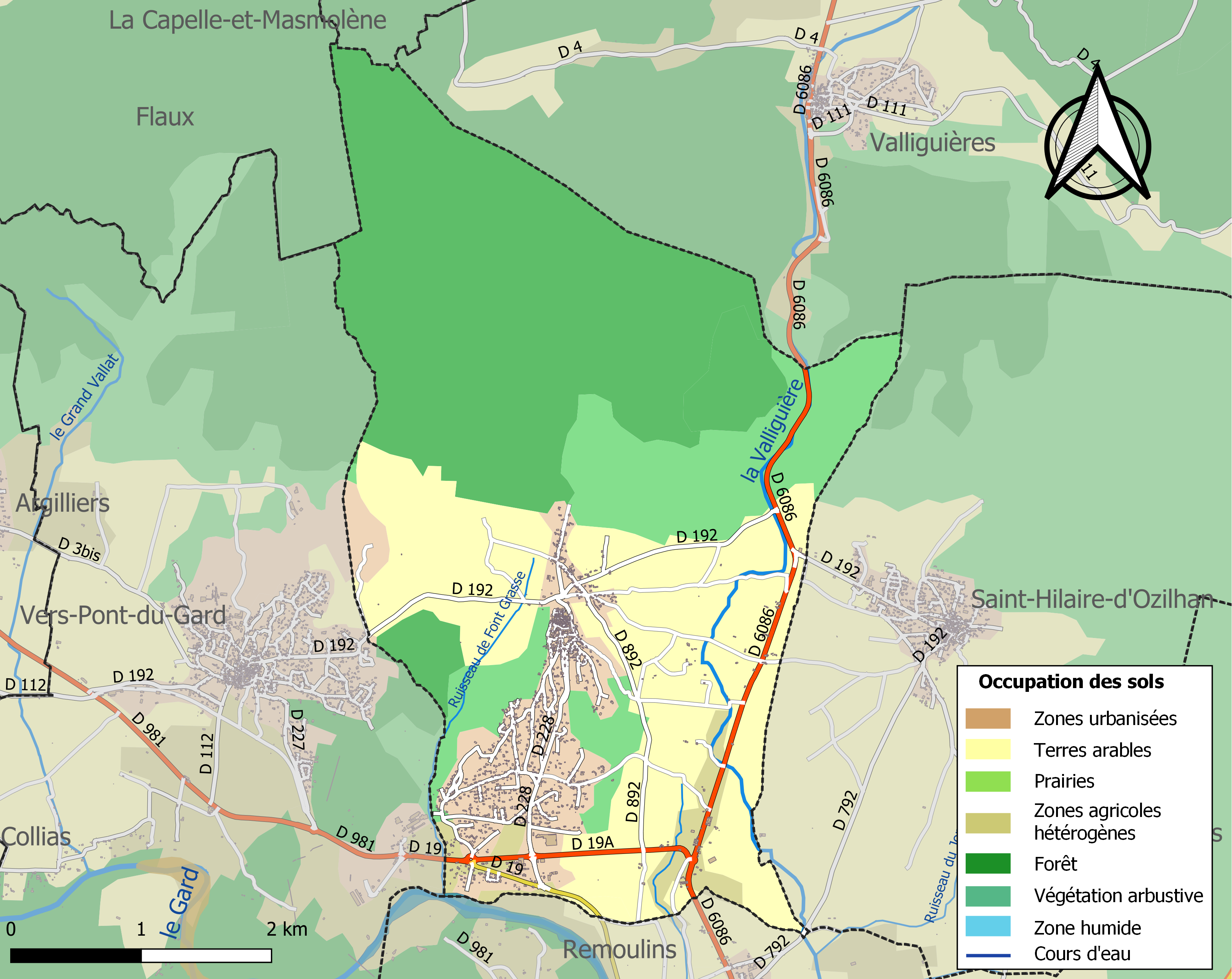
Bodennutzung, Hydrografie und Infrastruktur der Gemeinde (2018)

Die Gemeinde liegt zwischen den jeweils 22 Kilometer entfernten Städten Nîmes und Avignon sowie 15 Kilometer von Uzès entfernt. In zwei Kilometern Entfernung befindet sich der Pont du Gard. Castillon-du-Gard befindet sich am östlichen Abschnitt der Gorges du Gardon und an einem kurzen Abschnitt des namensgebenden Flusses. Das Gemeindegebiet wird außerdem von Zuflüssen des Gardon bewässert, vom Ruisseau de Font Grasse im Westen und vom Ruisseau de Larrière im Osten.
Das Gebiet von Castillon-du-Gard ist Teil des Natura-2000-Schutzgebiets „Le Gardon et ses gorges“ (FR9101395) und des Natura-2000-Schutzgebiets „Gorges du Gardon“ (FR9110081). Etwa 56 % der Fläche der Gemeinde, insbesondere im Norden, sind bewaldet oder von Strauch- und/oder Kräutervegetation bedeckt, knapp 30 % von Dauerkulturen.
Umgeben wird Castillon-du-Gard von den sechs Nachbargemeinden:
| La Capelle-et-Masmolène Flaux | Valliguières                                |                         |
| Vers-Pont-du-Gard             | Kompassrose, die auf Nachbargemeinden zeigt | Saint-Hilaire-d’Ozilhan |
|                               | Remoulins                                   |                         |

## Geschichte
Das Dorf wurde 1207 erstmals erwähnt. Es wurde als Castrum Castelione bezeichnet, war also eine befestigte Siedlung. Im Jahr 1211 ging das Dorf in den Besitz der Kirche von Uzès über. Der Herr über den Ort war der Propst von Uzès, der ein Haus im Ort besaß. Das Dorf wurde zu damaliger Zeit durch einen kleinen Wall, von dem auf der Ostseite Reste erhalten geblieben sind, geschützt. Die Bevölkerung konzentrierte sich auf den Ortskern, die Weiler Saint-Caprais und Saint-Christophe in der Ebene wurden verlassen. Im 14. Jahrhundert war Saint-Caprais scheinbar vollständig verlassen, während Saint-Christophe von einer religiösen Gemeinschaft besiedelt wurde. Zu dieser Zeit scheint es Konflikte zwischen Castillon und umliegenden Dörfern gegeben zu haben. So beschwerten sich die Vertreter des Ortes 1307 in Beaucaire über den Viguier von Valliguières, der eine größere Menge Salz beschlagnahmt hatte. Das 14. Jahrhundert war vom Hundertjährigen Krieg, Raubüberfällen und einer Pestwelle geprägt. Im 16. Jahrhundert war der Ort Schauplatz der Religionskriege. 1568 wurde Castillon von den Protestanten erobert, zwei Jahre später von den Katholiken eingenommen. Am 27. Mai 1575 wurde der Ort erneut von den Protestanten erobert und im März 1580 von den Katholiken zurückerobert. 1626–1628 fiel das Dorf unter die Herrschaft des Herzogs von Rohan, der die Befestigungsanlagen abbauen ließ. 1720 wurde die Mauer auf Antrag der Gemeindevertretung repariert. 1865 war der Bau einer neuen Kirche abgeschlossen, die aufgrund des starken Bevölkerungswachstums in der Mitte des 19. Jahrhunderts gebaut worden war. Kurz darauf wurde das Dorf schwer von der Reblaus getroffen, die einen Teil der Weinberge zerstörte.
Einer der berühmtesten Bewohner des Ortes war der Medizinnobelpreisträger Niels Kaj Jerne, der hier am 7. Oktober 1994 starb.

## Bevölkerungsentwicklung
| Castillon-du-Gard: Einwohnerzahlen von 1793 bis 2020                                                                       | Castillon-du-Gard: Einwohnerzahlen von 1793 bis 2020 | Castillon-du-Gard: Einwohnerzahlen von 1793 bis 2020 | Castillon-du-Gard: Einwohnerzahlen von 1793 bis 2020 | Castillon-du-Gard: Einwohnerzahlen von 1793 bis 2020 |
| --- | ---------------------------------------------------- | ---------------------------------------------------- | ---------------------------------------------------- | ---------------------------------------------------- |
| Jahr |                                                      |                                                      |                                                      | Einwohner                                            |
| 1793 | 1793                                                 |                                                      | 611                                                  | 611                                                  |
| 1800 | 1800                                                 |                                                      | 605                                                  | 605                                                  |
| 1806 | 1806                                                 |                                                      | 628                                                  | 628                                                  |
| 1821 | 1821                                                 |                                                      | 712                                                  | 712                                                  |
| 1831 | 1831                                                 |                                                      | 748                                                  | 748                                                  |
| 1836 | 1836                                                 |                                                      | 731                                                  | 731                                                  |
| 1841 | 1841                                                 |                                                      | 750                                                  | 750                                                  |
| 1846 | 1846                                                 |                                                      | 760                                                  | 760                                                  |
| 1851 | 1851                                                 |                                                      | 800                                                  | 800                                                  |
| 1856 | 1856                                                 |                                                      | 826                                                  | 826                                                  |
| 1861 | 1861                                                 |                                                      | 804                                                  | 804                                                  |
| 1866 | 1866                                                 |                                                      | 794                                                  | 794                                                  |
| 1872 | 1872                                                 |                                                      | 755                                                  | 755                                                  |
| 1876 | 1876                                                 |                                                      | 720                                                  | 720                                                  |
| 1881 | 1881                                                 |                                                      | 731                                                  | 731                                                  |
| 1886 | 1886                                                 |                                                      | 648                                                  | 648                                                  |
| 1891 | 1891                                                 |                                                      | 626                                                  | 626                                                  |
| 1896 | 1896                                                 |                                                      | 594                                                  | 594                                                  |
| 1901 | 1901                                                 |                                                      | 504                                                  | 504                                                  |
| 1906 | 1906                                                 |                                                      | 505                                                  | 505                                                  |
| 1911 | 1911                                                 |                                                      | 502                                                  | 502                                                  |
| 1921 | 1921                                                 |                                                      | 430                                                  | 430                                                  |
| 1926 | 1926                                                 |                                                      | 352                                                  | 352                                                  |
| 1931 | 1931                                                 |                                                      | 333                                                  | 333                                                  |
| 1936 | 1936                                                 |                                                      | 350                                                  | 350                                                  |
| 1946 | 1946                                                 |                                                      | 323                                                  | 323                                                  |
| 1954 | 1954                                                 |                                                      | 363                                                  | 363                                                  |
| 1962 | 1962                                                 |                                                      | 434                                                  | 434                                                  |
| 1968 | 1968                                                 |                                                      | 468                                                  | 468                                                  |
| 1975 | 1975                                                 |                                                      | 589                                                  | 589                                                  |
| 1982 | 1982                                                 |                                                      | 716                                                  | 716                                                  |
| 1990 | 1990                                                 |                                                      | 759                                                  | 759                                                  |
| 1999 | 1999                                                 |                                                      | 943                                                  | 943                                                  |
| 2006 | 2006                                                 |                                                      | 1.152                                                | 1.152                                                |
| 2013 | 2013                                                 |                                                      | 1.572                                                | 1.572                                                |
| 2020 | 2020                                                 |                                                      | 1.679                                                | 1.679                                                |
| Quelle(n): EHESS/Cassini bis 1999, INSEE ab 2006 Anmerkung(en): Ab 1962 offizielle Zahlen ohne Einwohner mit Zweitwohnsitz |                                                      |                                                      |                                                      |                                                      |

## Sehenswürdigkeiten
- Alter Ortskern mit den Wasserspeiern, dem alten Wachturm und dem alten Portal
- Dorfkirche Saint-Christophe
- Alte romanische Kapelle (ehemalige Dorfkirche)
- Romanische Kapelle Saint-Caprais aus dem 12. Jahrhundert, seit 1945 als Monument historique eingeschrieben
- Windmühle
- Kapellen der ehemaligen Weiler Saint-Caprais und Saint-Christophe[1]

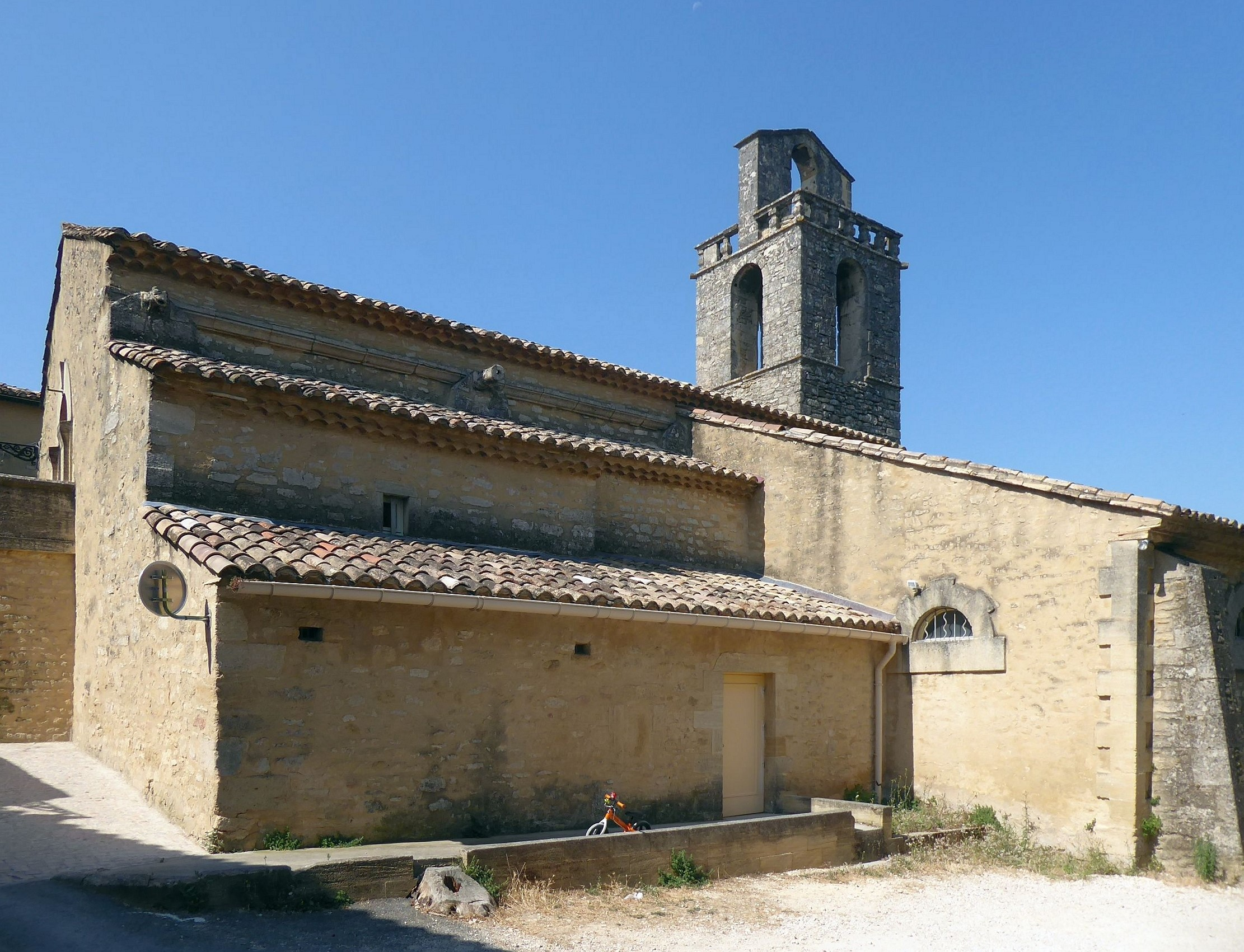
Ehemalige Dorfkirche
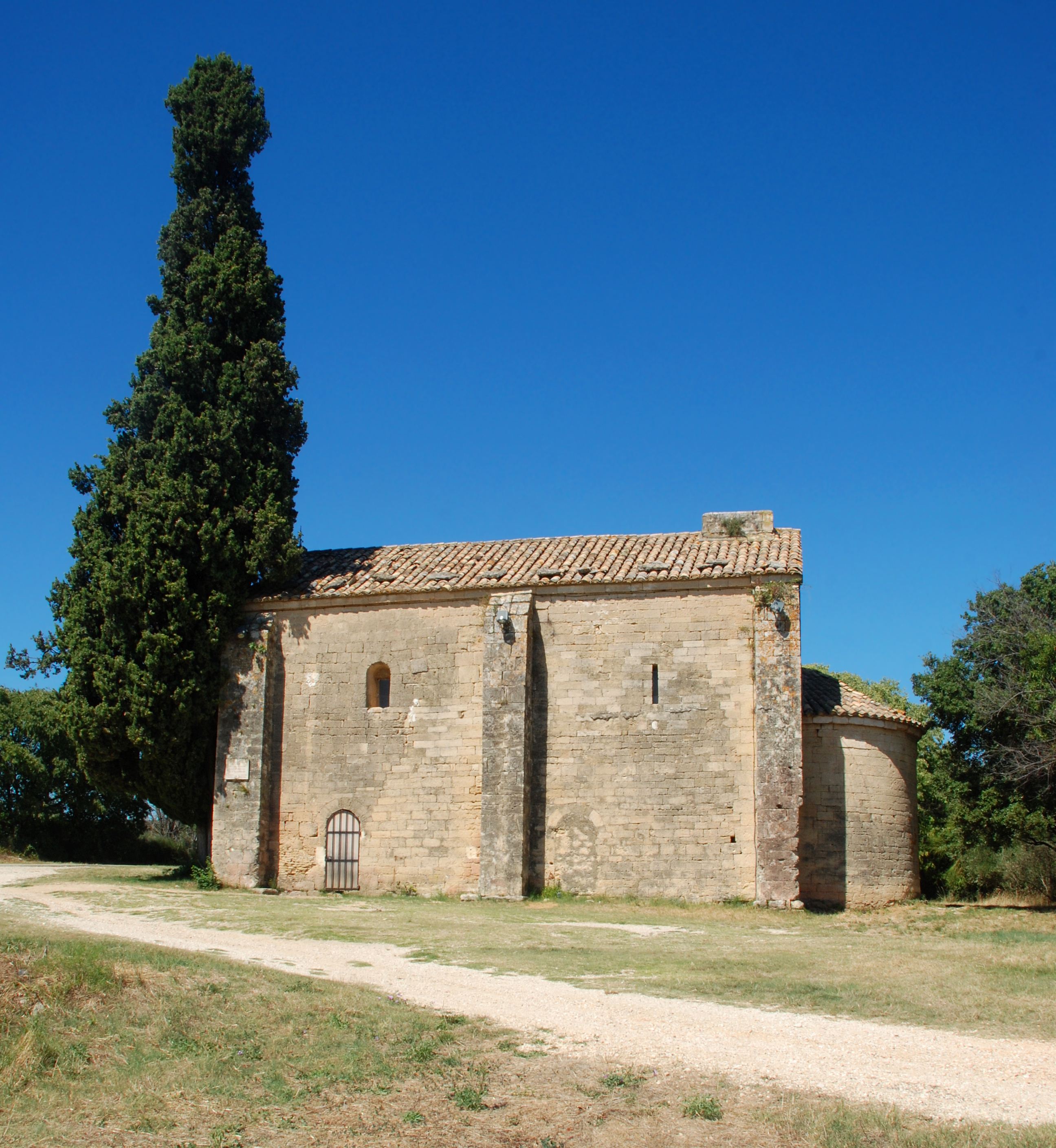
Kapelle Saint-Caprais
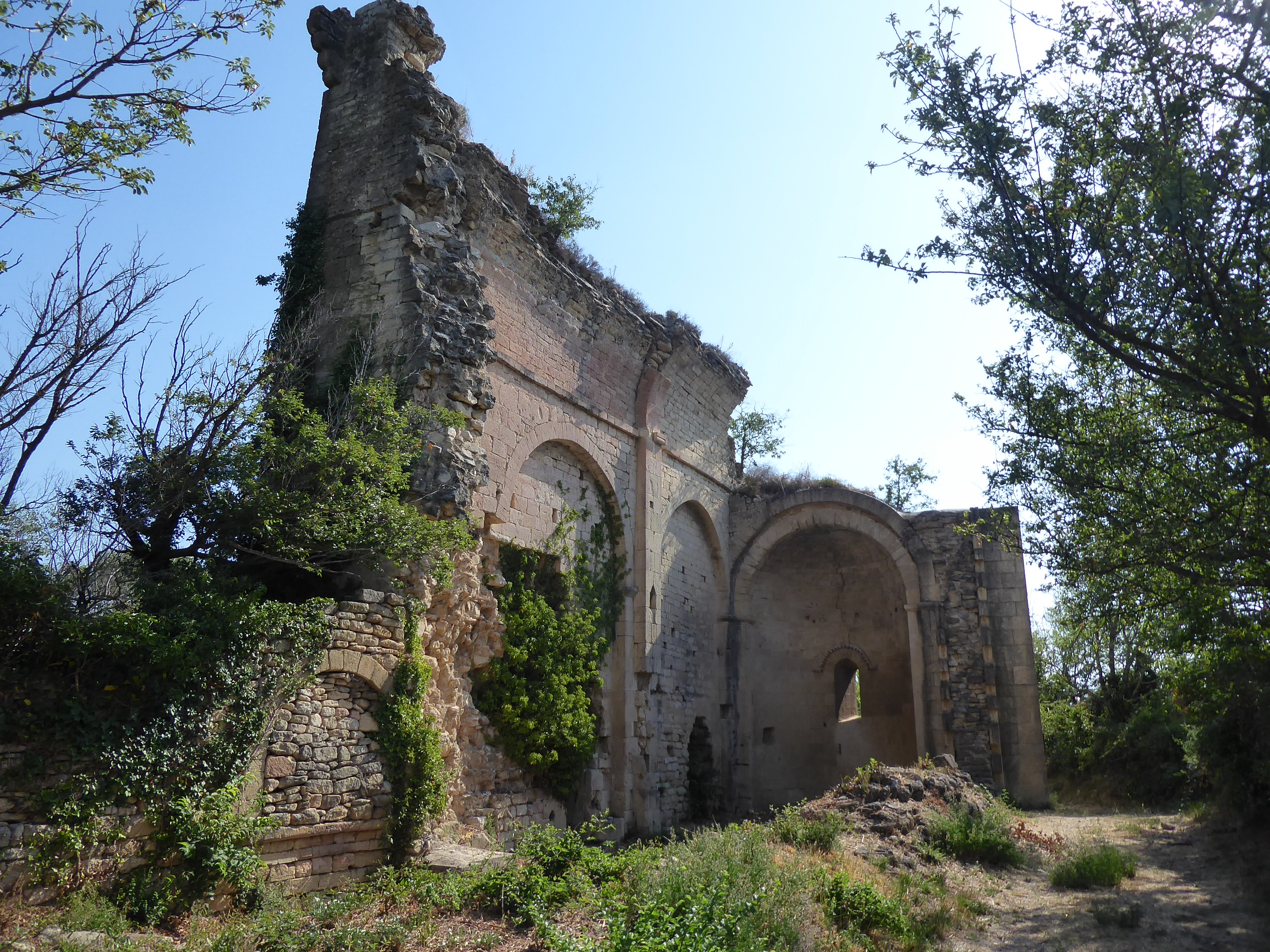
Ruine der Kapelle Saint-Christophe

## Verkehr
Die Departementsstraße 981, die ehemalige Route nationale 581, von Alès nach Remoulins wird von Westen südlich des Zentrums der Gemeinde geführt, wo sie sich in die Departementsstraßen 19 und 19A gabelt. Die Departementsstraße 6086, die ehemalige Route nationale 86, von Lyon nach Nîmes durchquert die Gemeinde von Nord nach Süd am östlichen Rand ihres Gebiets. Zwei Buslinien der regionalen Transportgesellschaft liO verbinden die Gemeinde mit Alès, Avignon, Pont-Saint-Esprit und Nîmes.